# اوون بنجامین
اوون بنجامین (به انگلیسی: Owen Benjamin) (زاده ۲۴ مهٔ ۱۹۸۰) بازیگر و استندآپ کمدین آمریکایی است.
از کارهای معروف او می‌توان به بازی در فیلم همه‌چیز در عشق است و تابستان جزیره استاتن اشاره کرد.